# 다샹구

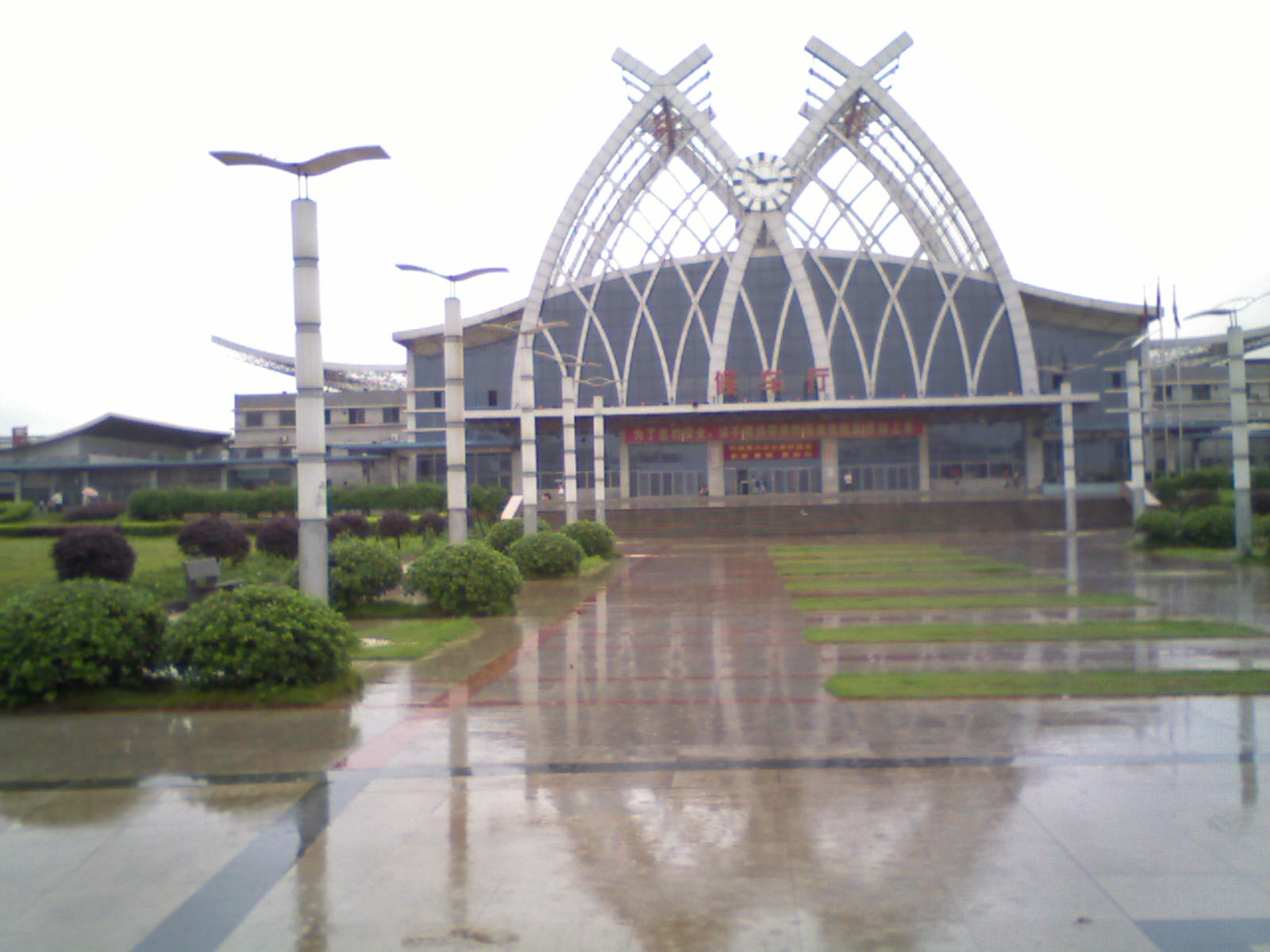

다샹구(한국어: 대상구, 중국어: 大祥区, 병음: Dàxiáng Qū)는 중화인민공화국 후난성 사오양 시의 현급 행정구역이다. 넓이는 215km2이고, 인구는 2007년 기준으로 310,000명이다.

## 행정 구역
6개 가도, 2개 진, 4개 향을 관할한다.
- 가도: 中心路街道, 红旗路街道, 城北路街道, 城西路街道, 翠园街道, 百春园街道.
- 진: 雨溪镇, 罗市镇.
- 향: 城南乡, 檀江乡, 蔡锷乡, 板桥乡.